# Donau zwischen Munderkingen und Riedlingen
Das FFH-Gebiet Donau zwischen Munderkingen und Riedlingen liegt im Osten von Baden-Württemberg und ist Bestandteil des europäischen Schutzgebietsnetzes Natura 2000. Es wurde 2005 durch das Regierungspräsidium Tübingen zur Ausweisung angemeldet und durch Verordnung des Regierungspräsidiums Tübingen vom 5. November 2018 (in Kraft getreten am 11. Januar 2019), ausgewiesen.

## Lage
Das rund 1433 Hektar (ha) große Schutzgebiet Donau zwischen Munderkingen und Riedlingen liegt in den Naturräumen Donau-Ablach-Platten, Hügelland der unteren Riß und Mittlere Flächenalb. Seine 14 Teilgebiete befinden sich in den Gemeinden Emeringen, Lauterach, Munderkingen, Obermarchtal, Rechtenstein und Untermarchtal im Alb-Donau-Kreis sowie Riedlingen, Unlingen und Uttenweiler im Landkreis Biberach.

## Beschreibung
Der Landschaftscharakter des Schutzgebiets wird im Wesentlichen vom Flusslauf der Donau mit Galerie-Auwäldern und Altarmen geprägt. Das eher waldarme Gebiet wird teilweise intensiv landwirtschaftlich genutzt, wobei die Grünlandwirtschaft überwiegt.
An den Talhängen findet man zahlreiche Felsen und Steinbrüche.

## Schutzzweck

### Lebensraumtypen
Folgende Lebensraumtypen nach Anhang I der FFH-Richtlinie kommen im Gebiet vor:
| EU Code | * | Lebensraumtyp (offizielle Bezeichnung)                                                                                             | Kurzbezeichnung                              |
| ------- | - | --- | -------------------------------------------- |
| 3150    |   | Natürliche eutrophe Seen mit einer Vegetation des Magnopotamions oder Hydrocharitions                                              | Natürliche nährstoffreiche Seen              |
| 3260    |   | Flüsse der planaren bis montanen Stufe mit Vegetation des Ranunculion fluitantis und des Callitricho-Batrachion                    | Fließgewässer mit flutender Wasservegetation |
| 3270    |   | Flüsse mit Schlammbänken mit Vegetation des Chenopodion rubri p. p. und des Bidention p. p.                                        | Schlammige Flussufer mit Pioniervegetation   |
| 6110    | * | Lückige basophile oder Kalk-Pionierrasen (Alysso-sedion albi)                                                                      | Kalk-Pionierrasen                            |
| 6210    | * | Naturnahe Kalk-Trockenrasen und deren Verbuschungsstadien (Festuco-Brometalia) (*besondere Bestände mit bemerkenswerten Orchideen) | Kalk-Magerrasen – orchideenreiche Bestände*  |
| 6430    |   | Feuchte Hochstaudenfluren der planaren und montanen bis alpinen Stufe                                                              | Feuchte Hochstaudenfluren                    |
| 6510    |   | Magere Flachland-Mähwiesen (Alopecurus pratensis, Sanguisorba officinalis)                                                         | Magere Flachland-Mähwiesen                   |
| 7220    | * | Kalktuffquellen (Cratoneurion) | Kalktuffquellen                              |
| 8160    | * | Kalkhaltige Schutthalden der collinen bis montanen Stufe Mitteleuropas                                                             | Kalkschutthalden                             |
| 8210    |   | Kalkfelsen mit Felsspaltenvegetation                                                                                               | Kalkfelsen mit Felsspaltenvegetation         |
| 8310    |   | Nicht touristisch erschlossene Höhlen                                                                                              | Höhlen und Balmen                            |
| 9130    |   | Waldmeister-Buchenwald (Asperulo-Fagetum)                                                                                          | Waldmeister-Buchenwald                       |
| 9180    | * | Schlucht- und Hangmischwälder (Tilio-Acerion)                                                                                      | Schlucht- und Hangmischwälder                |
| 91E0    | * | Auen-Wälder mit Alnus glutinosa und Fraxinus excelsior (Alno-Padion, Alnion incanae, Salicion albae)                               | Auenwälder mit Erle, Esche, Weide            |
| 91U0    |   | Kiefernwälder der sarmatischen Steppe                                                                                              | Steppen-Kiefernwälder                        |

### Arteninventar
Folgende Arten von gemeinschaftlichem Interesse kommen im Gebiet vor:
| Bild               | EU Code | * | Art                | wissenschaftlicher Name     | Artengruppe           |
| ------------------ | ------- | - | ------------------ | --------------------------- | --------------------- |
| Grüne Flussjungfer | 1037    |   | Grüne Flussjungfer | Ophigomphus cecilia         | Libellen              |
| Steinkrebs         | 1093    | * | Steinkrebs         | Austropotamobius torrentium | Krebse                |
| Bachneunauge       | 1096    |   | Bachneunauge       | Lampetra planeri            | Fische und Rundmäuler |
| Bitterling         | 1134    |   | Bitterling         | Rhodeus sericeus            | Fische und Rundmäuler |
| Streber            | 1160    |   | Steber             | Zingel streber              | Fische und Rundmäuler |
| Groppe             | 1163    |   | Groppe             | Cottus gobio                | Fische und Rundmäuler |
| Kammmolch          | 1166    |   | Kammmolch          | Triturus cristatus          | Amphibien             |
| Gelbbauchunke      | 1193    |   | Gelbbauchunke      | Bombina variegata           | Amphibien             |
| Mopsfledermaus     | 1324    |   | Mopsfledermaus     | Barbastella barbastellus    | Säugetiere            |
| Großes Mausohr     | 1324    |   | Großes Mausohr     | Myotis myotis               | Säugetiere            |
| Biber              | 1337    |   | Biber              | Castor fiber                | Säugetiere            |
| Grünes Besenmoos   | 1381    |   | Grünes Besenmoos   | Dicranum viride             | Moose                 |

### Zusammenhängende Schutzgebiete
Folgende Naturschutzgebiete sind Bestandteil des FFH-Gebiets:
- Flusslandschaft Donauwiesen
- Lange Grube
- Ehebach
- Flusslandschaft Donauwiesen zwischen Zwiefaltendorf und Munderkingen
- Braunsel